# 威廉·聖本篤
小威廉·聖本篤（英語：William San Bento Jr.；1946年12月11日—2016年9月12日），是美國的民主黨政治人物，前羅德島州眾議院議員。

## 生平
聖本篤在罗德岛州波塔基特出生，擁有一家保險公司。
1992年，前羅德島州眾議院第七十五選區議員哈維·古萊特辭去職務令議席空缺，聖本篤於1992年9月15日的黨內初選勝出，其後以1,801張選票於1992年11月3日的選舉中獲勝當選州眾議員。此後他任職至2003年1月，就因為選區重劃而轉戰第五十八選區，於2002年9月10日的黨內初選勝出，並以1,874張選票擊敗前共和黨籍前第五十八選區眾議員瑞內·默納德當選，連任五次後到2015年1月卸任。

## 外部連結
- 智慧投票计划中的傳記、投票紀錄及利益集團評級
- 威廉·聖本篤 （页面存档备份，存于）在美国政治百科全书（英语：Ballotpedia）
- 威廉·聖本篤在州治貨幣國家學會

| 羅德島州眾議院       | 羅德島州眾議院                                       | 羅德島州眾議院         |
| -------------------- | ---------------------------------------------------- | ---------------------- |
| 前任者： 哈維·古萊特 | 羅德島州眾議院第七十五選區 眾議院議員 1993年－2003年 | 繼任者： 保羅·克勞利   |
| 前任者： 瑞內·默納德 | 羅德島州眾議院第五十八選區 眾議院議員 2003年－2015年 | 繼任者： 卡洛斯·E·托邦 |